# 别山站
别山站位于天津市蓟州区别山镇西毛庄村与西刘庄村之间，是京哈铁路的一个车站，距北京站94公里，距哈尔滨站1155公里，现由北京局集团唐山车务段管辖。该站目前不办理客运业务，办理货运业务。

## 车站周边
- 蓟州区别山医院
- 蓟州区通华驾校
- 别山镇杨家楼中心小学
- 西刘庄村、前楼村、后楼村、西毛庄村